# Pinewood Studios
Pinewood Studios – kompleks budynków służących produkcji filmowej i telewizyjnej, zlokalizowany w miejscowości Iver Heath w hrabstwie Buckinghamshire, ok. 30 km na zachód od centrum Londynu. Obok Shepperton Studios stanowi najbardziej znany kompleks studyjny w Wielkiej Brytanii. Od 2001 oba ośrodki tworzą jedną firmę, Pinewood Shepperton plc, notowaną na London Stock Exchange.
Pinewood Studios powstały w 1936 roku. Obecnie trzon kompleksu stanowi 18 hal zdjęciowych, dwa cyfrowe studia telewizyjne oraz pięć jednostek wyposażonych w sprzęt do postprodukcji. Na terenie kompleksu znajduje się także specjalny budynek służący do realizacji zdjęć podwodnych. Na potrzeby filmowców zaadaptowany został również znajdujący się w tym miejscu jeszcze przed powstaniem kompleksu wiktoriański dworek Heatherden Hall z parkiem, jeziorem i położonym niedaleko lasem. Kompleksu dopełnia powierzchnia biurowa, magazynowa, warsztaty scenograficzne i inne obiekty techniczne oraz zaplecze socjalne, w tym garderoby o różnym standardzie, od stosunkowo skromnych aż po luksusowe apartamenty gwiazdorskie. Na terenie Pinewood Studios swoje biura ma ok. 300 firm oferujących specjalistyczne usługi w różnych dziedzinach związanych z filmem i telewizją.
Największa z hal zdjęciowych, o powierzchni 5481 m² nosi nazwę 007 stage, na cześć filmów o Jamesie Bondzie, których większość kręcona była, przynajmniej w części, w Pinewood Studios.

## Filmy
Wśród najbardziej znanych spośród filmów kręconych w Pinewood Studios znalazły się m.in.:

- Oliver Twist
- Podglądacz
- Doktor No
- Cała naprzód (cykl 30 filmów)
- Pozdrowienia z Rosji
- Goldfinger
- Operacja Piorun
- Fahrenheit 451
- Żyje się tylko dwa razy
- Nasz cudowny samochodzik
- Bitwa o Anglię
- W tajnej służbie Jej Królewskiej Mości
- Diamenty są wieczne
- Detektyw
- Szał
- Dzień Szakala
- Żyj i pozwól umrzeć
- Człowiek ze złotym pistoletem
- Człowiek, który chciał być królem
- Szpieg, który mnie kochał
- Superman
- Lśnienie
- Tylko dla twoich oczu
- Zmierzch tytanów
- Ściana
- Victor/Victoria
- Ośmiorniczka
- Zabójczy widok
- Legenda
- Sklepik z horrorami
- Obcy – decydujące starcie
- W obliczu śmierci
- Full Metal Jacket
- Hellraiser: Wysłannik piekieł
- Batman
- Wywiad z wampirem
- Mission: Impossible
- Jutro nie umiera nigdy
- Ukryty wymiar
- Piąty element
- Świat to za mało
- Oczy szeroko zamknięte
- Śmierć nadejdzie jutro
- Godziny
- Upiór w operze
- Charlie i fabryka czekolady
- Lot 93
- Gwiezdny pył
- Casino Royale
- Kod da Vinci
- Sweeney Todd: Demoniczny golibroda z Fleet Street
- Ultimatum Bourne’a
- Mamma Mia!
- Mroczny Rycerz
- 007 Quantum of Solace
- Angielska robota
- Książę Persji: Piaski czasu
- Wilkołak
- Kick-Ass
- Kopciuszek